# Edgewood (Ohio)
Edgewood és una concentració de població designada pel cens dels Estats Units a l'estat d'Ohio. Segons el cens del 2000 tenia 4.762 habitants.

## Demografia
Segons el cens del 2000, Edgewood tenia 4.762 habitants, 2.048 habitatges, i 1.357 famílies. La densitat de població era de 272,4 habitants/km².
Dels 2.048 habitatges en un 26,5% hi vivien nens de menys de 18 anys, en un 51,1% hi vivien parelles casades, en un 11,8% dones solteres, i en un 33,7% no eren unitats familiars. En el 29% dels habitatges hi vivien persones soles el 12,4% de les quals corresponia a persones de 65 anys o més que vivien soles. El nombre mitjà de persones vivint en cada habitatge era de 2,31 i el nombre mitjà de persones que vivien en cada família era de 2,82.
Per edats la població es repartia de la següent manera: un 21,5% tenia menys de 18 anys, un 7,2% entre 18 i 24, un 27,5% entre 25 i 44, un 25,9% de 45 a 60 i un 17,8% 65 anys o més.
L'edat mediana era de 41 anys. Per cada 100 dones de 18 o més anys hi havia 92,6 homes.
La renda mediana per habitatge era de 40.170 $ i la renda mediana per família de 46.470 $. Els homes tenien una renda mediana de 36.319 $ mentre que les dones 21.985 $. La renda per capita de la població era de 19.415 $. Aproximadament el 3,1% de les famílies i el 6,8% de la població estaven per davall del llindar de pobresa.

## Poblacions properes
El següent diagrama mostra les poblacions més properes.